# Bully (parfumeur)
Pour les articles homonymes, voir Bully.
Jean-Vincent Bully est un parfumeur français, établi à Paris en 1803, et qui inspira Balzac pour son roman César Birotteau.
En 2014, l'entreprise Buly a ouvert ses portes rue Bonaparte, en s'inspirant du catalogue et des formules du parfumeur.

## Histoire

### Jean-Vincent Bully
Jean-Vincent Bully ouvre rue Saint-Honoré à Paris en 1803 une boutique de parfumeur et de produits cosmétiques. Il est l'inventeur du « vinaigre de Bully » (un vinaigre aromatique ou « antiméphitique »). Il fut ruiné par la Révolution de 1830. Le dossier de la liquidation de Bully en 1830 est conservé aux Archives départementales de la Seine. Il avait un fils, Claude Bully, qui travaillait avec lui et qui déposa une série de brevets.
Jean-Vincent Bully devient ensuite employé de bureau au journal Le Rénovateur. La marque est reprise par A. Landon & compagnie qui se retrouve en conflit à partir de 1851 puis en 1877, de nombreux imitateurs s'essayant à décliner le concept de « vinaigre de toilette Bully », devenu une référence cosmétique. Dans un article consacré aux cheveux, D. Cassigneul rapporte dans Le Petit Journal du 12 avril 1869 à propos des produits de soin utilisés par les coiffeurs : « Il y en a un véritable régiment, rangé en bataille à la devanture mais de ce régiment-là, le colonel est toujours le vieux vinaigre de Jean-Vincent Bully, un vétéran que n'ont pu détrousser toutes les concurrences qui ont cherché à prendre sa place. Doux à la peau, agréable à l'odorat, comme disent les prospectus, il reste au premier rang comme un vieux brave, fier des médailles qui chamarrent son étiquette. Le vinaigre de Jean-Vincent Bully et l'étalage du coiffeur sont deux amis inséparables. Le Bully est là par rang d'ancienneté et par droit de conquête. Derrière les carreaux de la vitrine, il a vu passer bien des révolutions sans crainte de se voir détrôner par un rival plus heureux et plus apprécié ». L'affaire se conclura en 1882 par un arrêt de la Cour de cassation confirmant que le nom Bully restait la propriété de son détenteur légal.

### Parfumerie de Montorgueil
Une parfumerie Jean-Vincent Bully s'est installée au 67 rue Montorgueil et fut active entre 1871 et au moins 1939. Les produits sous licence Jean-Vincent Bully (vinaigres de toilette, savons, etc.) étaient par ailleurs disponibles dans différents points de vente en France sous la raison sociale « Au Temple de Flore. Produits Jean-Vincent Bully », dont le siège administratif et commercial était au 22 rue de l’Échiquier et l'usine à Neuilly-sur-Seine.

### Officine Universelle Buly 1803
En 2014, Victoire de Taillac et Ramdane Touhami relancent la marque sous le nom Buly et ouvrent une boutique à Paris. En octobre 2021, cette entreprise Officine Universelle Buly 1803 est acquise par LVMH,.

## Sources
- Maurice Bedel, « Confidences d'auteurs : Les personnages à la clef », Conférencia, le journal de l'Université des Annales – 26e année, no 5,‎ 20 février 1932, p. 234.
- Michel Fleury & Geneviève Dormann, Si le roi m'avait donné Paris sa grand'ville… : travaux et veilles de Michel Fleury, Maisonneuve & Larose, 1994, Collection Mémoire de France, 528p.   (ISBN 2706811412)